# Malé Kosihy
Malé Kosihy este o comună slovacă, aflată în districtul Nové Zámky din regiunea Nitra. Localitatea se află la altitudinea de 112 m deasupra n.m., se întinde pe o suprafață de 8,43 km2 și în 2017 număra 389 de locuitori.

## Istoric
Localitatea Malé Kosihy este atestată documentar din 1254.

## Demografie
| An:                | 1994 | 2004    | 2014 | 2024   |
| ------------------ | ---- | ------- | ---- | ------ |
| Număr de persoane: | 448  | 386     | 386  | 364    |
| Diferență:         |      | −13,83% | +0%  | −5,69% |

| An:                | 2023 | 2024   |
| ------------------ | ---- | ------ |
| Număr de persoane: | 363  | 364    |
| Diferență:         |      | +0,27% |